# Carme Riera
Carme Riera Guilera (Palma de Maiorca, 12 de janeiro de 1948) é um escritora em catalão e castelhano, roteirista, ensaísta, professora e membro do Real Academia Espanhola. Foi conhecida em 1975 com a publicação do livro Te deix, amor, la mar com a penyora, considerado um best-seller da literatura catalã.
Além da produção narrativa, a extensa atividade literária de Carme Riera, paralelamente à atividade docente e investigadora na UAB, compreende obras em gêneros tão diversos como o ensaio e a crítica literária. Riera escreveu importantes estudos sobre os poetas da escola de Barcelona Carlos Barral, Jaime Gil de Biedma e José Agustín Goytisolo, roteiros de rádio e televisão, literatura infantil e juvenil e dietarismo.
Também destaca como tradutora ao espanhol das suas próprias obras, toda uma amostra de autoexigência e rigor literário, que lhe permeteu se converter, ao mesmo tempo, em leitora crítica da obra original, graças ao distanciamento do texto de partida. "Teria gostado ser jornalista" diz a autora numa entrevista na La Vanguardia, jornal onde se incorpora como articulista com periodicidade quinzenal desde o 2 de fevereiro de 2014.

## Biografia

### Infância e inícios
Carme Riera nasceu em 1948 na cidade de Palma de Maiorca, capital das Ilhas Baleares. Tem vínculos familiares com o engenheiro maiorquim Eusebi Estada e o general Valerià Weyler. Com 18 anos começou a escrever narrações que lhe explicava a avó Caterina quando Carme era menina.
Passou a infância e a adolescência na sua cidade natal, e 1965 se deslocou a Barcelona para estudar filologia hispânica na Universidade Autónoma de Barcelona (UAB), onde se licenciou 1970 e da qual é catedrática (a sua especialidade é a literatura do Século de Ouro Espanhol). Riera participou nas mobilizações estudantis contra o franquismo, contra a guerra do Vietnã e no incipiente movimento feminista. Todo este acervo criou o seu olhar sobre a realidade, um olhar que questionava as normas, sob a influência do maio de 68 francês, e que abria uma janela a um mundo radicalmente diferente.

### Primeira etapa
O seu primeiro livro de contos, Te deix, amor, la mar com a penyora, teve uma grande repercussão, um grande sucesso de público. Riera aportava um estilo novo e fresco, e utilizava a variante maiorquina coloquial para sugerir e criar uma narrativa que punha sobre a mesa temas que até o momento eram tabus, como o amor entre as mulheres, e ao mesmo tempo era bastante crítica com a sociedade da época. Com a seguinte coletânea de contos, Jo pos per testimoni les gavines, um conjunto de narrações que seguem os mesmos princípios narrativos da obra anterior, fecha-se esta primeira etapa da produção literária da autora.

### Segunda etapa
A estreia como romancista com a publicação 1980 de Una primavera per a Domenico Guarini abre a segunda etapa da obra de Riera, que compreende a produção literária da década de 80. Este primeiro romance não só representa uma mudança de gênero, mas também de objetivo, aquele de formular um modelo de romance culto alterno com elementos coloquiais e o de experimentar com a simbiose de registros e de gêneros (a narrativa policial e o ensaio, a linguagem culta e a jornalística). Esta vontade experimentadora e investigadora da autora, e uma atitude de jogo, com um olhar às vezes lúdica e irônica, são os componentes principais deste período, como a coletânea de narrações Epitelis tendríssims e os romances Qüestió d'amor propi e Joc de miralls.

### Terceira etapa
Com os romances históricos Dins el darrer blau e Cap al cel obert, com boa recepção por parte da crítica, inicia-se a terceira etapa. Ambos os dois romances constroem a identidade dupla de judeus e maiorquins dos protagonistas, baseada em duas histórias relacionadas: a primeira, ambientada na Maiorca de fim do século XVII, explica a perseguição de um grupo de judeus condenados à fogueira pela inquisição; a segunda tem como protagonistas os descendentes dos judeus do século XVII estabelecidos na ilha de Cuba durante o conflito colonial. Com estas duas ambiciosas narrações, Riera reconstruiu com detalhe e rigor os cenários históricos da época. A escritora constrói histórias de ficção e traça com muito talento o caráter e o perfil das diferentes personagens. Ambas as duas obras têm um grande valor literário e testemunham uma excelente trajetória literária, que se consolida definitivamente na segunda metade da década de 90.

## Influências
A vasta bagagem leitora de Carme Riera, consequência de uma atitude apaixonada e erudita pela literatura, configura um amplo marco de referências. Safo, Petrarca, Goethe e Virginia Woolf passeiam pelas suas páginas, mas também os autores da literatura castelhana da formação acadêmica: Cervantes, Clarín, Laforet, Valle-Inclán, Gil de Biedma... Contudo, a autora tem situado as raízes da sua narrativa nas rondalles maiorquinas e na obra de duas escritoras fundamentais na construção da narrativa catalã contemporânea: Caterina Albert e Mercè Rodoreda.

## Trabalho publicado

### Romance
- 1975: Te deix, amor, la mar com a penyora
- 1977: Jo pos per testimoni les gavines
- 1980: Gairebé un conte o la vida de Ramon Llull
- 1980: Una primavera per a Domenico Guarini
- 1987: Qüestió d'amor propi
- 1989: Joc de miralls
- 1991: Contra l'amor en companyia i altres relats
- 1994: Dins el darrer blau
- 2000: Cap al cel obert
- 2003: Llengües mortes
- 2003: Antologia de poesia catalana femenina
- 2004: La meitat de l'ànima
- 2006: L'estiu de l'anglès
- 2009: Amb ulls americans
- 2011: Natura quasi morta
- 2013: Temps d'innocència
- 2015: La veu de la sirena

### Prosa
- 1980: Els cementiris de Barcelona
- 1998: Temps d'una espera

### Infantil
- Gairebé un conte o la vida de Ramon Llull, biografia para crianças. Barcelona: Câmara Municipal, 1980
- 1981 Epitelis tendríssims, contos, Edições 62
- 1988 La molt exemplar història del gos màgic i de la seva cua. Barcelona: Ampúrias
- 2002 Petita història de Carlos Barral. Barcelona: Mediterrâneo
- 2005 El gos màgic. Barcelona: Destino, 2003 / Barcelona: Planeta & Oxford
- 2003 El meravellós viatge de Maria al país de les tulipes. Barcelona: Destino

### Os scripts
- 1989 Es diu Maria Puig la meva mare?, rádio. Barcelona
- 1994 Quotidiana quotidianitat, televisão, Barcelona
- 1997 Dones d'aigua (com outros) televisão, Barcelona

## Prêmios e reconhecimentos
- Prêmio Recull-Francesc Puig i Llensa de narrativa 1974 por Te deix, amor, la mar com a penyora.
- Prêmio Prudenci Bertrana 1980 por Una primavera per a Domenico Guarini
- Prêmio Maria Espinosa 1982 por Literatura femenina, ¿un lenguaje prestado?
- Prêmio Anagrama de Ensayo 1987 por La Escuela de Barcelona: Barral, Gil de Biedma, Goytisolo: núcleo poético generación de los cincuenta
- Prêmio Ramon Llull de novela 1989 por Joc de Miralls
- Prêmio Josep Pla 1994 por Dins el darrer blau
- Escritora del Mes de la Institución de les Letras Catalanes en marzo de 1994
- Prêmio Joan Crexells 1995 por Dins el darrer blau
- Prêmio Nacional de Narrativa 1995 por En el último azul
- Prêmio Lletra d'Or 1995 por Dins el darrer blau
- Prêmio Elio Vittorini 2000 por En el último azul
- Creu de Sant Jordi 2000
- Prêmio Nacional de Literatura de la Generalitat de Cataluña 2001 por Por el cielo y más allá
- Prêmio Crítica Serra d'Or 2001 por Cap al cel obert
- Premio Ramon Llull de las letras 2002 (Gobierno de las Islas Baleares)
- Prêmio Sant Jordi de novela 2003 por La meitat de l'ànima
- Prêmio Rosalía de Castro 2004
- Prêmio Maria Àngels Anglada 2005 por La mitad del alma
- Medalla de Oro del Consejo de Mallorca (2005)
- Prêmio Jaume Fuster de la Associació d'Escriptors en Llengua Catalana 2005 por sua vida
- Prêmio José Luis Giménez-Frontín de la ACEC 2012 por sua vida
- Prêmio Internacional Terenci Moix de narrativa 2013 por Temps d'innocència
- Prêmio Trayectoria de la Semana del Libro en Catalán 2014